# Uluru-Mythos

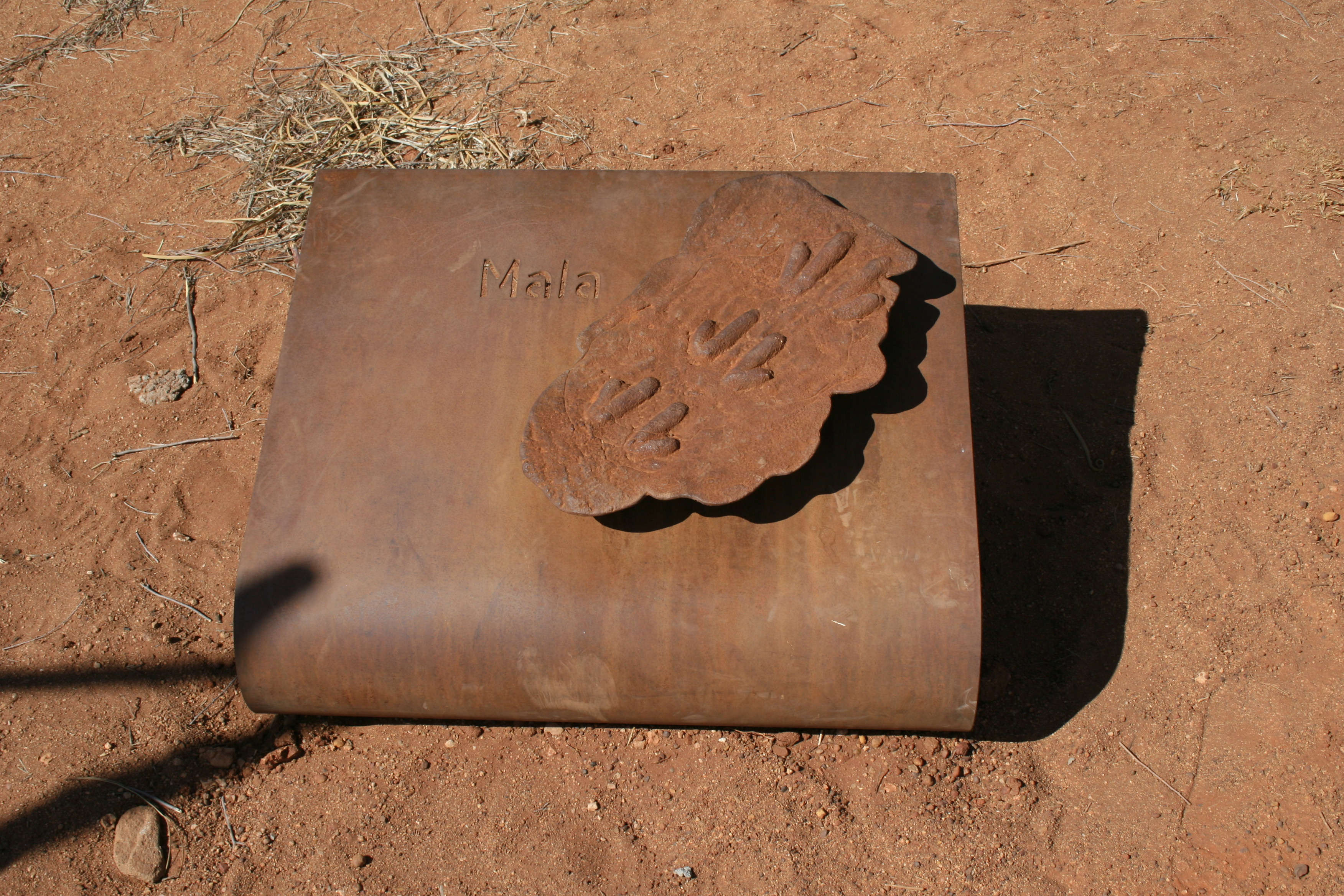
Metallener Hinweis auf den Stamm der Mala am Uluṟu

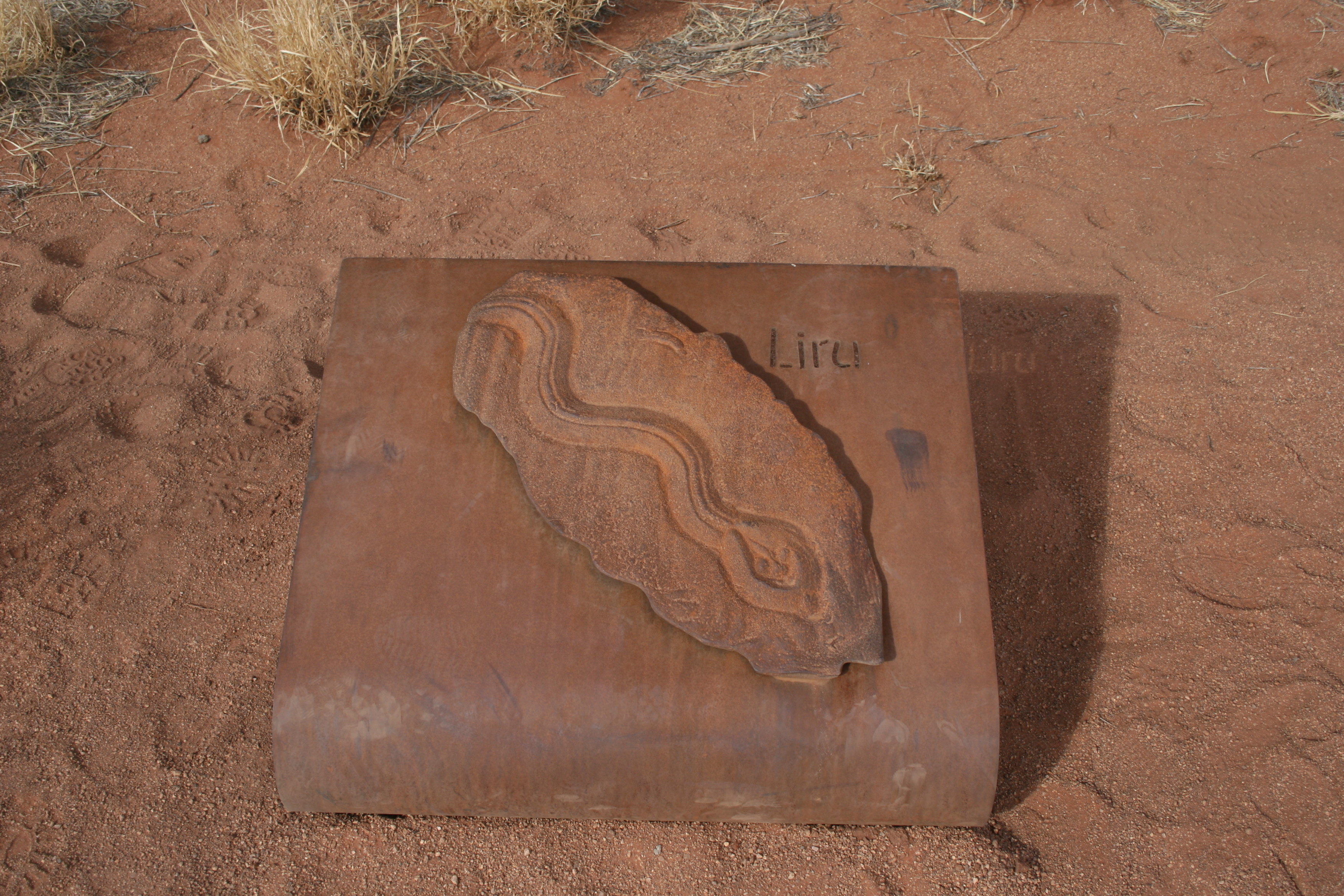
Metallener Hinweis auf den Liru-Stamm am Uluṟu

Der Uluṟu-Mythos ist ein Mythos der Traumzeit der Aborigines. Er verknüpft den Heiligen Berg der australischen Ureinwohner mit Elementen einer Schöpfungsgeschichte.
Den Felsen gab es zu Beginn der Traumzeit in den Vorstellungen der Aborigines nicht in der heutigen Form. Die Traumzeitgeschichten sind teilweise mehrere zehntausende Jahre alt. Der Uluṟufelsen wird in zwei mythische Hälften geteilt, in die Sonnenaufgangsseite (Djindalagul) und in die Sonnenuntergangsseite (Wumbuluru). Der Mythos erklärt die Form und Bildung des Uluṟu, insbesondere der Mutitjilda-Schlucht, in der mit der Regenbogenschlange Wanambi die bedeutendste Traumzeitfigur der Aborigines wohnt. Andere Geschichten erzählen zum Beispiel vom Kampf der Liru (Giftschlangen-Menschen) und der Kunia (Teppichschlangen-Menschen).

## Die Traumzeitgeschichten

### Wiya Kutjara (Die zwei Jungen)
Zwei Jungen spielten nach einem Regen im Schlamm und bauten aus dem Schlamm Uluṟu. Danach reisten sie zu den Musgrave Ranges im Süden, wo sie in Wiputa ein Bergkänguru erlegten und aßen. Ihre nächste Reisestation war Atila (Mount Conner), wo ihre Körper in Form von Felsen bis heute erhalten geblieben sind.

### Die Mala
Das Land des heutigen Uluṟu war damals flach; es gab das Uluṟu-Wasserloch und die Mututjilda-Quelle an der die Wanambi-Menschen lebten. Auf der Sonnenseite wohnten die Mala, die Hasenkänguru-Menschen, und auf der Schattenseite die Kunia, die Teppichschlangen-Menschen, in Harmonie und Frieden.
In der Ferne lebten die Windulka, die Mulgasamen-Menschen. Sie beabsichtigten mit ihren jungen Menschen eine Initiations-Zeremonie durchzuführen und luden ihre Nachbarn durch Panpanpanala, den Glockenvogel ein, der zu beiden Stämmen flog. Die Mala sagten ab, da sie selbst Initiationen durchführen wollten. Die Kunia nahmen gerne an und reisten an. Sie kamen bis ans Uluṟu-Wasserloch, um dort zu nächtigen. Dort begegneten sie den Schläfrigen Echsenfrauen, den sogenannten Sleepy-Lizard-Women (Lizard = blauzüngige Tannenzapfenechse). Sie verliebten sich in sie und reisten nicht weiter. Sie ließen sich stattdessen an der Quelle nieder. Die Mulgasamen-Leute warteten auf die Mala und auf die Kunia und schickten den Glockenvogel los, der sich erkundigten sollte, warum sie nicht zu ihrer Veranstaltung kommen. Die Kunia sagten, dass sie nunmehr siedeln wollten und die Mala betonten, dass sie ihre eigenen Zeremonien der Initiation vorbereiten. Die Mulgasamen-Leute waren verärgert und wollten beide bestrafen.
Die Mulgasamen-Leute erschufen zur Bestrafung der beiden Stämme einen teuflischen Dingo und es entstand ein Kulpunya, ein Hund mit riesigen Zähnen und ohne Haare, der bösartiger als ein Krokodil war. Der Teufelshund erreichte den Uluṟu als alle Mittagsschlaf hielten, und er tötete viele der Mala, obwohl Lorin, die Eisvogelfrau, die wachgeblieben war, sie warnte. Die Überlebenden vertrieb er vom Uluṟu und ihr Symbol Kedrun, der Adlerjunge, wurde zum Symbol der Sterblichkeit.

### Die Kunia
Die Mulgasamen-Männer wollten auch die Kunia bestrafen und beauftragten Liru, die Giftschlangen-Menschen und weitere Kämpfer, die am Kata Tjuṯa lebten. Unter dem Anführer Kulikitjiri kämpften sie gegen die Kunia, die von Ungata angeführt wurden. Auf dem Schlachthöhepunkt gebar Bulari Minma in einer Höhle ein Kind. Kulikitjeri wurde im Kampf schwer verletzt und Ungata durch den Speer von Kulikitjeri ebenso. Kulikitjeri starb, und die Kunia zogen sich gen Osten zurück. Ingridi, Ungatas Mutter, spuckte die mythische Substanz Arukwita auf ihre Waffe, einen Grabstock, der unsichtbar wurde. Mit dieser Waffe schlug sie Ungata die Nase ab, daraufhin starb auch er. Dieser Tod gab den Kunia Mut, und sie kamen zurück, um weiter zu kämpfen. Einer der Liru-Männer legte im Dorf der Sleepy-Lizard-Frauen Feuer, und der Kampf fand ein Ende. Der Tod ihres Anführers ging den Kunia so zu Herzen, dass sie sich in den Tod sangen.
Das gesamte Geschehnis, der Kampf, die Selbstmorde und das Feuer verursachte im Erdinnern eine derart massive Bewegung, dass sie sich mit der Asche des Lagers verband und den Uluṟu hervorhob. Damit ist der Geist der Mala und Kunia zu Stein geworden.

### Tjati

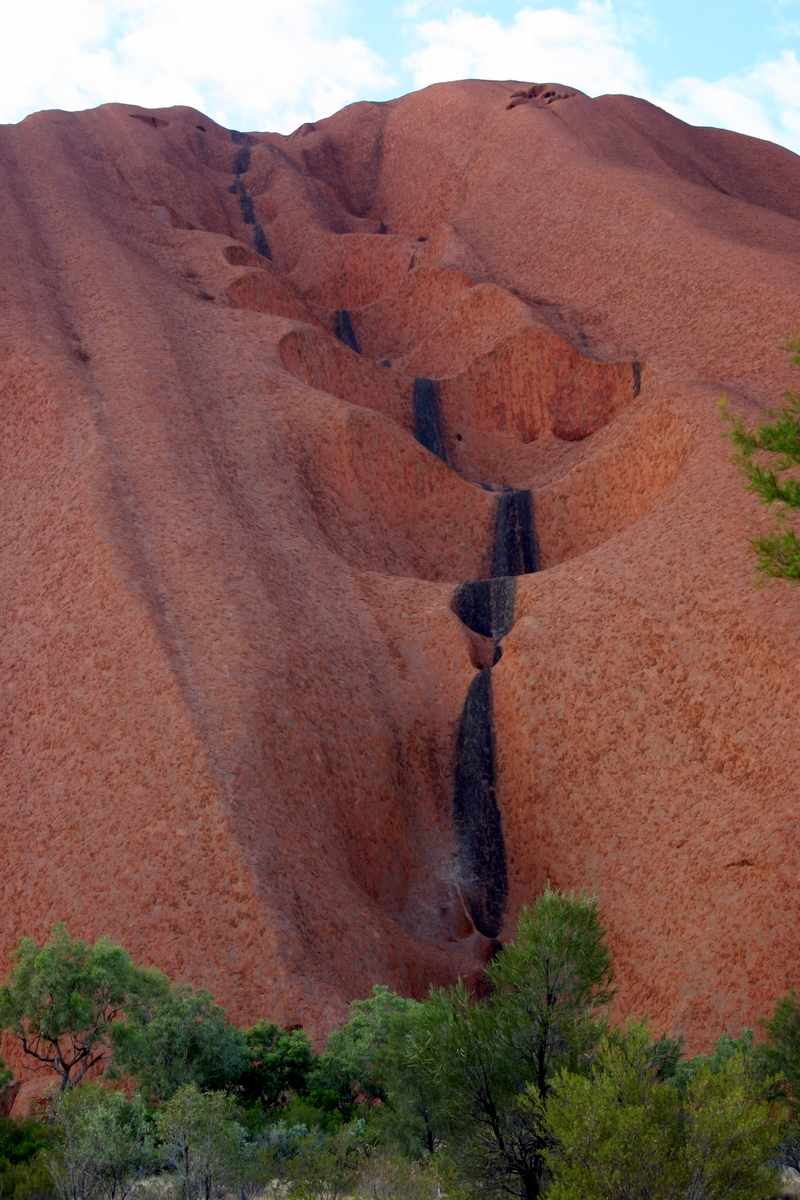
Spuren von Tjati

In einer anderen Geschichte reist Tjati, eine rote Echse, in der Zeit der Entstehung zum Uluṟu und wirft seinen Wurfstock, der an der Nordseite Uluṟus stecken blieb. Als Tjati versuchte, seinen Wurfstock wiederzuerlangen, hinterließ er eine Reihe von Löchern. Tjati konnte seine Waffe nicht erreichen und starb. Seine Überreste sind die großen Felsen am Fuße der Löcher. Tjati ist der Name der roten Echse in Yakuntjatjara; in Pitjantjatjara heißt er Lingka.

### Das Emu-Mahl
Die Glockenvogel-Brüder pirschten sich an einen Emu heran, doch das aufgescheuchte Tier lief nordwärts zum Uluṟu. Zwei blauzüngige Echsenmänner, Mita und Lungkata, töteten es und zerlegten es mit einer Steinaxt. Große Fleischstücke von ihm finden sich auf der Südostseite des Uluṟu als Bruchstücke von Sandsteinplatten.
Als die Glockenvogel-Brüder ankamen, reichten die Echsen ihnen nur ein kleines Stückchen des Emus und behaupteten, mehr sei nicht da. Aus Rache setzten die Glockenvogel-Brüder den Unterstand der Echsen in Brand. Die Männer versuchten zu entkommen, indem sie die Felswand hinaufkletterten, aber stürzten ab und verbrannten. Die graue Flechte an der Felswand ist der Rauch des Feuers, und die Echsenmänner sind zwei halb im Boden liegende Felsbrocken.

## Deutung am Uluṟu
Der mystische Zyklus ist nach den Aborigines im Gestein des Uluṟu – für sie erkennbar – eingeprägt. In der Mutijilda-Schlucht sind die Merkmale des Kampfes von Liru und Kunia topographisch ausgebildet. An den Felsenlöchern hoch oben am Uluṟu verblutete Ungata. Das Regenwasser, das die Wasserlöcher füllt und durch die Schlucht fließt, ist Ungatas Blut. Am Felshang sind Stellen besonders stark durch Hämatit rot gefärbt. Dieses Rot benutzte Ingridi, um ihren Körper als Zeichen ihrer Trauer zu bemalen. Die weißen Flecken werden als die mythische Substanz Arukwita gedeutet, die Ingridis Waffe unsichtbar machte. Die abgespaltene Nase liegt als Felsen in der Schlucht. Auf der östlichen Seite stellen drei Spalten die Wunden dar, die Ungata Kulikitjeri zufügte. Eine Höhle in der Nähe bildet den Schoß der Bulari Minma (Minma = Mutter), die hier niederkam und das Kind liegt in Form eines Felsen vor der Höhle.

## Forschungsgeschichte
Die Traumzeit-Geschichten um Uluṟu wurden von drei Wissenschaftlern aufgeschrieben. C. P. Mountford und W. E. Harney geben detailreichere Beschreibungen, wobei ihnen wohl einige Fehler unterlaufen sein sollen. Theodore George Henry Strehlow, Anthropologe deutscher Abstammung aus Hermannsburg, konnte wohl korrektere Beschreibungen anfertigen, da er selber mit den Arrernte aufgewachsen war, ließ aber etliches aus, wohl weil die Informationen nach dem Gesetz der Aborigines nur für einen bestimmten Personenkreis – zum Beispiel initiierten Männern – zugänglich sein durften.

## Parallelen
Die Geschichte der Mala, die auf der Sonnenseite lebten, hat Bezüge zur Bibel in der Vertreibung aus dem Paradies. Die Kämpfe fanden alle auf der Schattenseite des Uluṟu statt. Die Mala, die sorgenfrei auf der Sonnenseite lebten, wurden aus dem Paradies vertrieben und ihnen wurde der teuflische Hund, der Kulpunya, gesandt, der das Böse in der Welt verkörpert.
Die Parallelen zum Trojanischen Krieg in der griechischen Mythologie sind erkennbar. Der Kampf Hektors gegen Achilles ist vergleichbar mit dem Kampf von Ungata und Kulikijeri. Die Rache von Ingridi gleicht dem Schmerz von Hekuba über den Tod ihres Sohnes Hektor.